# Sempervivum atlanticum
Sempervivum atlanticum és una espècie de planta amb flors de la família de les crassulàcies (Crassulaceae) del gènere Sempervivum.

## Descripció
Sempervivum atlanticum creix com una roseta força solta amb un diàmetre de 4 a 6 cm (poques vegades fins a 8 cm). Els seus estolons curts aviat s'assequen i donen plançons una mica esfèrics. Les fulles són obovades-oblongues, oblongues espatulades o oblongues-lanceolades, finament pubescents, són de color verd bastant pàl·lid i rarament tenen una punta una mica vermella. El limbe foliar té de 20 a 30 mm (rarament fins a 50 mm) de llarg i de 9 a 10 mil·límetres (rarament fins a 12 mm ) d'amplada. La seva punta és roma i té una punta curta i punxeguda.
Les tiges florals són densament glandulars i borroses, i poden arribar a fer fins a 30 cm. Té fulles allargades, lanceolades, de 25 a 40 mm de llargada, de color vi vermell brillant durant el període de floració. La inflorescència consisteix en simpodis amb espirals generalment bifurcades i esteses. Tenen 12 flors d'un diàmetre de 3 a 4 cm. Els seus sèpals verds es fusionen en una llargada de fins a 1,5 mm. Són gairebé esfèrics, afilats i fan uns 6 mm de llarg. Els pètals són estrets, lineals, punxeguts i blancs tenen una franja central ampla, vermellosa-porpra i fan uns 15 mm de llarg. Els estams són porpra, les anteres són de color verd apagat. L'estil apical és lleugerament corbat, els nectaris gairebé circulars i minúscules glandulars estan doblegades cap enrere.
L'època de floració és el juny.
El nombre de cromosomes és de {\displaystyle 2n=72}.

## Distribució i hàbitat
Sempervivum atlanticum és natiu al Marroc, a l'Alt Atles. És una planta perenne suculenta i creix principalment al bioma temperat.

## Taxonomia
Sempervivum atlanticum va ser descrita per John Ball i publicat a Journal of the Linnean Society, Botany 16(94): 454, a l'any 1878.

## Etimologia
Sempervivum: nom compost per a dues paraules llatines Semper ("sempre") i vivus ("vivent"). Són Sempervivum a causa de ser plantes perennes que mantenen les fulles a l'hivern, i ser força resistents a condicions dificultoses de creixement.
atlanticum: epítet llatí geogràfic que fa referència a l'Atlàntic.